# Сержень-Юртовское сельское поселение
Сержень-Юртовское се́льское поселе́ние — муниципальное образование в Шалинском районе Чечни Российской Федерации.
Административный центр — село Сержень-Юрт.

## История
Статус и границы сельского поселения установлены Законом Чеченской Республики от 20 февраля 2009 года № 10-РЗ «Об образовании муниципального образования Шалинский район и муниципальных образований, входящих в его состав, установлении их границ и наделении их соответствующим статусом муниципального района, городского и сельского поселения».

## Население
| 2010  | 2012  | 2013  | 2014  | 2015  | 2016  | 2017  |
| ----- | ----- | ----- | ----- | ----- | ----- | ----- |
| 5615  | ↗5787 | ↗5907 | ↗5990 | ↗6061 | ↗6166 | ↗6218 |
| 2018  | 2019  | 2020  | 2021  | 2023  | 2024  |       |
| ↗6257 | ↗6327 | ↗6359 | ↘6313 | ↗6459 | ↗6633 |       |

## Состав сельского поселения
| № | Населённый пункт | Тип населённого пункта | Население |
| - | ---------------- | ---------------------- | --------- |
| 1 | Сержень-Юрт      | село                   | ↗6633     |